# Kenneth Brylle Larsen
Pour les articles homonymes, voir Larsen.
Kenneth Brylle Larsen est un footballeur danois né le 22 mai 1959 à Copenhague (Danemark). Il évoluait au poste d'attaquant.
Il participe à l'Euro 1984 avec l'équipe du Danemark et remporte la Coupe de l'UEFA en 1983 avec le RSC Anderlecht.

## Carrière de joueur
- 1976-1978 : Hvidovre IF  Danemark
- 1978-1979 : Vejle BK  Danemark
- 1979-1984 : RSC Anderlecht  Belgique
- 1984-1985 : PSV Eindhoven  Pays-Bas
- 1985-1986 : Olympique de Marseille  France
- 1986-1989 : FC Bruges  Belgique
- → 1986-1987 : CE Sabadell  Espagne (prêt)
- 1989-1991 : Germinal Ekeren  Belgique
- 1991-1992 : Lierse SK  Belgique
- 1992-1993 : Knokke FC  Belgique[2]

## Palmarès de joueur
- Vainqueur de la Coupe de l'UEFA en 1983 avec le RSC Anderlecht
- Champion de Belgique en 1981 avec le RSC Anderlecht
- Champion de Belgique en 1988 avec le FC Bruges
- Finaliste de la Coupe de France en 1986 avec l'Olympique de Marseille